# Campsicnemus magius
Campsicnemus magius är en tvåvingeart som först beskrevs av Friedrich Hermann Loew 1845.  Campsicnemus magius ingår i släktet Campsicnemus och familjen styltflugor. Inga underarter finns listade i Catalogue of Life.